# أغلايا إهليلجية
أغلايا إهليلجية (الاسم العلمي:Aglaia elliptica) هي نوع من النباتات تتبع جنس الأغلايا من الفصيلة الأزدرختية.